# Peziza vesiculosa
Espèce
Peziza vesiculosa, la Pézize vésiculeuse, est un champignon ascomycète de la famille des pézizacées.